# Фуцзиньский десант
Фуцзиньский десант — тактический десант, высаженный 11 августа — 13 августа 1945 года кораблями Амурской флотилии в ходе Сунгарийской фронтовой наступательной операции, часть Маньчжурской стратегической операции советско-японской войны.

## План операции
После занятия советским десантом Фуюаня, корабли Амурской флотилии (командующий контр-адмирал Н. В. Антонов) с десантом на борту двигались вверх по реке Сунгари вглубь территории Маньчжурии, одновременно с войсками 15-й советской армии (командующий генерал-лейтенант С. К. Мамонов) 2-го Дальневосточного фронта (командующий генерал армии М. А. Пуркаев). Располагавшийся примерно в 70 километрах от советской границы город Фуцзинь (Фугдин) являлся укрепленным узлом японской Квантунской армии и базой японской речной Сунгарийской флотилии. Единая система обороны города создавалась ещё с 1938 года, состояла из 156 дотов и 38 дзотов, гарнизон насчитывал 1200 человек, к моменту подхода советских войск он усиливался за счет отступавших от границы частей.
Задача на овладение Фуцзинем была возложена на 1-ю бригаду речных кораблей. Десант состоял из двух батальонов 364-го стрелкового полка и штурмовой роты. В момент высадки десанта город должен был атаковаться с суши силами 171-й танковой бригады.

## Ход операции
С 9 августа 1945 года советская авиация вела тщательную разведку города и наносила по выявленным укреплениям бомбово-штурмовые удары. В 05:40 11 августа корабли флотилии (речные мониторы «Ленин», «Сунь Ят-сен», «Красный Восток», 6 бронекатеров, 6 катеров-тральщиков) начали движение к точке высадки. Операцией руководил лично командующий флотилией с борта одного из мониторов. Основные силы десанта находились на мониторах, штурмовая рота — на катерах. Батальон с монитора «Ленин» был высажен на подступах к городу и начал продвижение под прикрытием огня с кораблей. Появление советских кораблей на Сунгари японцы не ожидали: ими не были установлены речные минные заграждения, не уничтожено навигационное оборудование.
В 07:20 передовой отряд (6 бронекатеров и 3 катера-тральщика) ворвался на рейд Фуцзиня и открыл огонь по береговым укреплениям. Японская артиллерия и минометы открыли ответный огонь. На берег были высажены передовые группы для захвата береговых укреплений и корректировки артогня кораблей по остальным дотам. Все катера оставались на рейде города и вели огневой бой. Примерно через час на рейд вошёл главный отряд (мониторы), которые мощным артиллерийским огнём (имели орудия калибра 130 мм) уничтожили выявленные в бою огневые точки японцев. Жестокая артиллерийская дуэль с близких расстояний продолжалась около часа. Особый эффект имели залпы реактивных миномётов «катюша», установленных на советских бронекатерах.
После этого с монитора «Сунь Ят-сен» в порт был высажен батальон 364-го полка, захвативший прибрежные позиции и начавший продвижение в город. Около 09:00 в город ворвались второй батальон десанта и передовой отряд 171-й танковой бригады. Японские силы оказывали исключительно ожесточенное сопротивление. В целом город был занят к исходу 11 августа, но расположенный на окраине военный городок — центр укреплённого района — захватить не удалось. Спешно собрав близлежащие части, вечером японцы перешли в контратаку и вновь ворвались в город, откуда были выбиты в жестоком уличном бою. 12 августа весь день продолжались бои за военный городок, но только 13 августа, после подхода главных сил танковой бригады и 361-й стрелковой дивизии противник был окончательно разгромлен.

## Результаты
В этой операции японцы понесли значительные потери — только в первый день боя один из батальонов захватил 150 пленных. Потери советской стороны неизвестны, но по степени ожесточенности боя также должны быть велики (есть отрывочные данные — только на корабельные медицинские пункты было доставлено 87 тяжелораненых воинов десанта). Потерь в корабельном составе потопленными не было, 2 бронекатера получили незначительные повреждения. Несколько прямых попаданий снарядов японских 37-мм орудий в мониторы не принесли последним никакого вреда.
В операции особенно отличился монитор «Сунь Ят-сен» (командир капитан 3 ранга В. Д. Корнер), артиллеристы которого уничтожили и подавили пять дотов, 12 дзотов, шесть миномётных батарей, уничтожили склад с боеприпасами и большое количество японских солдат и офицеров. Монитор получил гвардейский военно-морской флаг, а его командиру присвоено звание Героя Советского Союза.
За подвиги при освобождении Фуцзиня также присвоено звание Героев Советского Союза заместителю начальника оперативного отдела штаба 15-й армии 2-го Дальневосточного фронта подполковнику Н. А. Ласкунову, командиру танка 171-й танковой бригады лейтенанту Н. Ф. Романову, заместителю командира по политической части 132-го отдельного мотоштурмового инженерно-саперного батальона капитану П. Е. Васильеву, командиру отделения 21-й мотоштурмовой инженерно-саперной бригады старшему сержанту И. М. Якубину (посмертно).
Погибшим советским воинам в городе установлен памятник.